# Cronómetro ferroviario

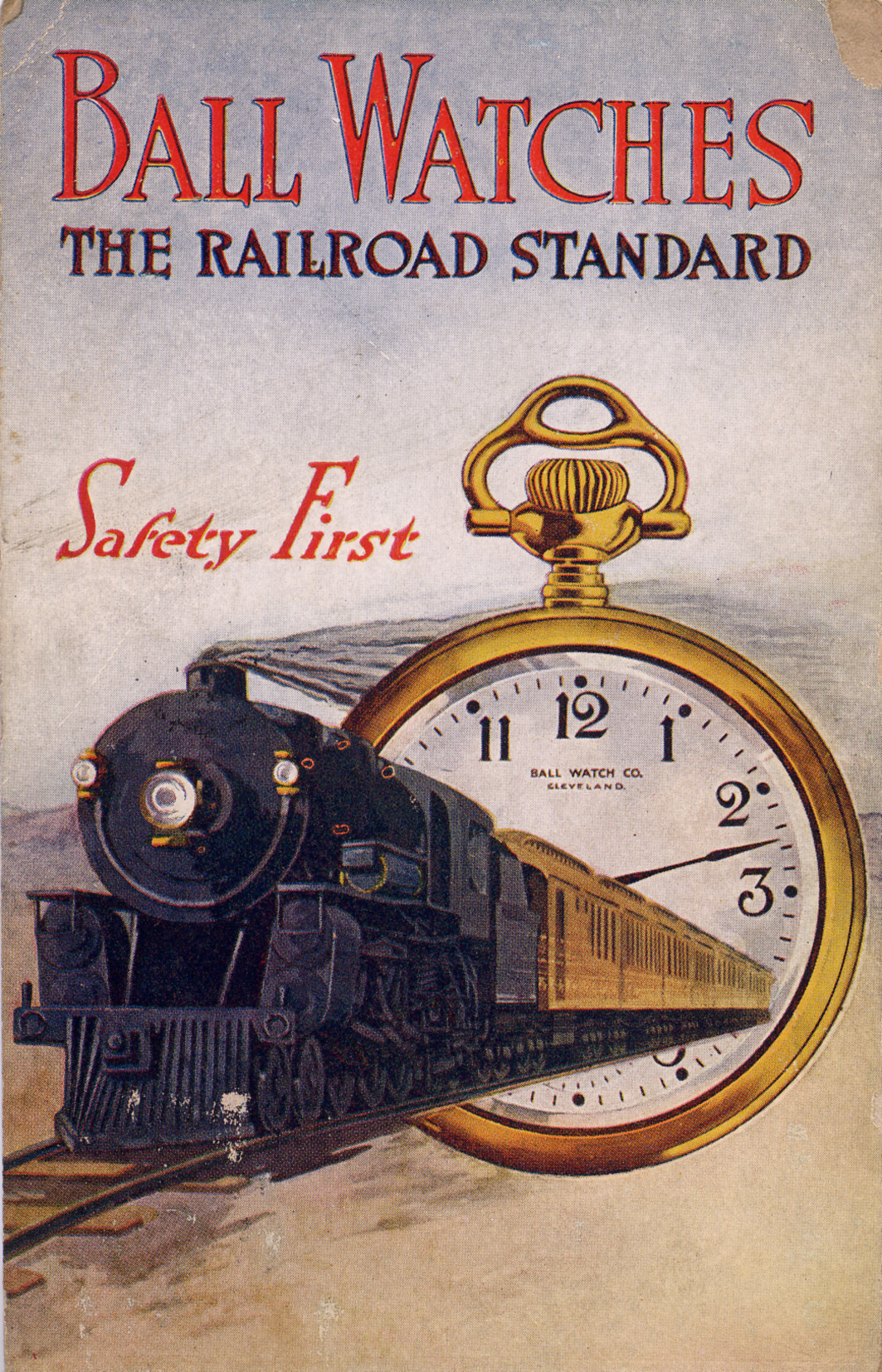
Anuncio de los relojes ferroviarios Ball

Un cronómetro ferroviario o reloj estándar ferroviario es un tipo de reloj especializado, que desde mediados del siglo XIX hasta más de la mitad del siglo XX se convirtió en un elemento clave para el funcionamiento seguro y correcto de la circulación de los trenes en muchos países. Su uso estaba vinculado al sistema de tablas horarias, que dependía de un cronometraje de alta precisión para garantizar que dos trenes no pudieran estar en el mismo tramo de vía al mismo tiempo.

## Descripción general
Las normas sobre los relojes utilizados por el personal crítico en los ferrocarriles (maquinistas, conductores, controladores de patio de maniobras, etc.) se especificaron casi desde el comienzo de su uso generalizado en los años 1850 y 1860. Estas normas se generalizaron y se volvieron más específicas con el paso del tiempo, y algunos relojes que en un momento anterior eran "estándar para los ferrocarriles" acabaron quedando obsoletos a medida que mejoraba la tecnología. Sin embargo, no existía una definición absoluta y universal que se utilizara en las diferentes líneas ferroviarias. Cada compañía designaba a uno o más "inspectores de tiempo" (normalmente un relojero) que decidían qué relojes eran aceptables para su uso. En los Estados Unidos, la American Railway Association celebró una reunión en 1887, que dio como resultado un conjunto bastante estandarizado de requisitos, pero no todos los ferrocarriles los adoptaron.

## Webb C. Ball
Un inspector de relojes notable fue Webb C. Ball. Su primer trabajo como inspector de tiempo fue por cuenta de los Ferrocarriles de Lake Shore y Michigan Southern en 1891 después de un accidente, y se le encargó que llevara sus estándares de inspección de tiempo a las normas de la industria. La carrera de Ball finalmente lo llevó a ser el inspector de tiempo en más de la mitad de los ferrocarriles de los Estados Unidos, lo que a su vez facilitó la implantación de un conjunto de estándares bastante uniforme en los EE. UU.

## Requisitos típicos
Los requisitos típicos de una compañía ferroviaria estadounidense para los relojes de su personal a principios del siglo XX podían incluir:
- Solo se podían usar relojes fabricados en Estados Unidos y ciertos relojes suizos aprobados (según la disponibilidad de repuestos).
- Solo diales abiertos, con la tija a las 12 en punto después de 1908.
- Mínimo de 15 joyas funcionales en el movimiento (antes de 1895), cambiado a 17 joyas después de 1895.
- Solo tamaño 16 o 18.
- Variación máxima de 30 segundos (aproximadamente 4 segundos diarios) por control semanal-
- Reloj ajustado a al menos tres posiciones (antes de 1895), cambiado posteriormente a cinco posiciones: boca arriba y boca abajo (las posiciones que un reloj podría adoptar comúnmente cuando se coloca sobre una superficie plana); luego corona hacia arriba, corona apuntando hacia la izquierda y corona apuntando hacia la derecha (las posiciones que un reloj podría adoptar comúnmente en un bolsillo). Ocasionalmente se incluiría una sexta posición, con la corona apuntando hacia abajo.
- Ajustado para variaciones severas de temperatura e isocronismo (variación en la tensión del resorte).
- Indicación de tiempo con números romanos legibles en negrita o cifras arábigas, números arábigos solo posteriores a 1906, división de minutos externa, esfera de segundos, manecillas gruesas y bien visibles.
- Palanca utilizada para ajustar la hora (sin riesgo de ajustar inadvertidamente el reloj a una hora errónea, al darle cuerda con la tija) posterior a 1908. Se adquirieron relojes con colgante.
- Espiral Breguet.
- Regulador de ajuste micrométrico.
- Escape de un solo rodillo (antes de 1908), y después mecanismo de escape de doble rodillo.
- Rueda de escape de acero.
- Protección antimagnética (después de la llegada de las locomotoras diésel-eléctricas).

Los requisitos mínimos se elevaron varias veces a medida que avanzaba la tecnología de fabricación de relojes y las compañías de relojes producían modelos más nuevos e incluso más confiables. Para la Segunda Guerra Mundial, muchos ferrocarriles exigían relojes que fueran de una calidad mucho más alta que los fabricados para cumplir con el estándar original de 1891.

## Fabricantes
Tanto algunos modelos de la Waltham Watch Company como los de la Elgin National Watch Company se utilizaron ya en las décadas de 1860 y de 1870 como relojes estándar para ferrocarriles. Más adelante, la Hamilton Watch Company, la Illinois Watch Company y muchos otros fabricantes estadounidenses produjeron este tipo de relojes, como la Ball Watch Company.
Se utilizó la asesoría del servicio de Señales Horarias del Observatorio Naval de los Estados Unidos para garantizar la precisión de los cronómetros ferroviarios y para programar las condiciones horarias del transporte ferroviario estadounidense.